# Kullarbo
Kullarbo är en by i Östervåla socken, Heby kommun.
Kullarbo omtalas i dokument första gången 1415 ("i kullarabodhom"). 1489–1503 har Sko kloster en gård i Kullarbo som räntar 12 penningar årligen. Under 1500-talet består byn av ett mantal Sko klosterhemman om 4 öresland och av en skatteutjord om 1 öresland och 8 penningland, 1541–1548 till Offerbo och från 1549 till Sko klosterhemmanet i Kullarbo. Det är oklart när jorden dras in från klostret, ännu i silverköpslängden 1573 anges Kullarbo som Sko klostershemman. Senare är dock Kullarbo kronojord, under lång tid var Kullarbo länsmansboställe. Förleden i bynamnet är oklar, möjligen skulle det kunna vara en sammansättning av det fornsvenska mansnamnet Kulle och fornsvenska -arve betydande arvinge, och hela namnet betyda Kulles arvingars bodar. 
Bland bebyggelse på ägorna märks backstugan Vinterbo. Den finns dokumenterad första gången 1748 och saknas i husförhörslängden efter 1788. 